# 第一代佩斯克-劳伦斯男爵弗雷德里克·佩斯克-劳伦斯
第一代佩斯克-劳伦斯男爵弗雷德里克·威廉·佩斯克-劳伦斯（英語：Frederick William Pethick-Lawrence，1st Baron Pethick-Lawrence，1871年12月28日—1961年9月10日），英国工黨的政治家，曾担任財政部金融事務秘書，印缅事务大臣。